# Nội chiến Uruguay
Nội chiến Uruguay, còn được gọi là Guerra Grande  ("Đại chiến") trong tiếng Tây Ban Nha, là một cuộc xung đột xảy ra ở khu vực Rio de la Plata từ ngày 10 tháng 3 năm 1839 đến ngày 8 tháng 10 năm 1851. Các bên tham chiến đã được các mục tiêu của Uruguay, do Manuel Oribe, các đồng minh của liên bang Argentina dẫn đầu sau đó của Juan Manuel de Rosas, phải đối mặt với màu đỏ, đồng minh của các đơn vị ở Argentina. Cuộc xung đột phần lớn vượt cộng đồng của riêng họ về nước cộng hòa La Plata và đã có sự can thiệp, ngoại giao và quân sự của đế chế Brasil, Pháp và Anh, bên cạnh sự tham gia của lực lượng nước ngoài (tiếng Ý Giuseppe Garibaldi, Tây Ban Nha, Pháp), một số mà hành động như là một cuộc chiến tranh. Đã được chơi trong lợi ích của mình và những ý tưởng khác nhau, mà làm cho sự hiểu biết đầy đủ của hành động này là phức tạp.

## Nguyên nhân
Bắt đầu thập niên 1830, Uruguay trở thành nước cộng hòa và các già lãnh chúa và đối thủ của tổng thống phương Đông. Fructuoso Rivera và Juan Antonio Lavalleja là hai tổng thống đầu tiên, Manuel Oribe sau đó vào năm 1835. Đây là những năm phôi rèn cả dân tộc và quan điểm đang thay đổi khoa học. Sự chú ý của nhiều người vẫn còn trong Phó vương quốc, các liên bang hoặc Cisplatina tỉnh. Năm 1838, với sự giúp đỡ của quân đội Pháp, Rivera lật đổ hiến pháp của tổng thống thứ hai của lịch sử Uruguay. Đại chiến đã bắt đầu và cùng với nó là khẩu hiệu thay đổi. Trong tháng 8 năm 1830, khi tuyên thệ nhậm chức của hiến pháp đầu tiên của Uruguay, Rivera đã kêu gọi cuộc bầu cử quốc gia sẽ chỉ định cơ quan bầu cử bổ nhiệm chủ tịch đầu tiên. Nhà nước đến độc lập với các thiếu sót được xác định trong một số lĩnh vực quan trọng. ranh giới của nó với sự mạnh mẽ đế chế Brazil đã dứt khoát không đồng ý. dân số của nó là thưa thớt, phân tán. Ước tính đạt khoảng 74.000 đến 100.000 người hoặc trong tổng số, trong đó ba phần tư sống ở các thành phố Montevideo, Colonia del Sacramento và Maldonado, hoặc gần đó. Phần còn lại nằm rải rác dọc theo bờ biển và ở phía bắc. Tại thủ đô và các khu vực xung quanh có thể được ước tính khoảng 20.000.

### Tổng thống Rivera
Rivera Fructuoso đã được lựa chọn, mặc dù các cuộc bầu cử đã được đánh dấu với một mức độ cao của sự gian lận, đã có được uy tín lớn trong hành động quân sự khác nhau trong đó nó tham gia. Hồ sơ này kết hợp với sức thu hút rất lớn bởi phần lớn dân cư, đặc biệt là nông thôn. Ông là một nhà lãnh đạo của thiên nhiên. Rivera nhậm chức ngày 6 tháng 11 và 11 của tháng đó được bổ nhiệm nội các của ông và chính quyền tư pháp. Nó đánh dấu một nhóm các anh em và anh em trong pháp luật: Joseph Ellauri, Julian Alvarez, Nicolás de Herrera và Juan Andrés Gelly, tất cả đã kết hôn với em gái của Lucas Obes. Họ cũng đã có những điều khác thường, họ đã được luật sư và đã hỗ trợ các Cisplatina hình thành nhóm chính trị được gọi là " Câu lạc bộ của Baron ", đề cập đến Baron de la Laguna, Carlos Federico Lecor. Điều này quan hệ họ hàng đã nhanh chóng đưa ra các biệt danh nổi tiếng mà ông biết: " Năm anh em ".

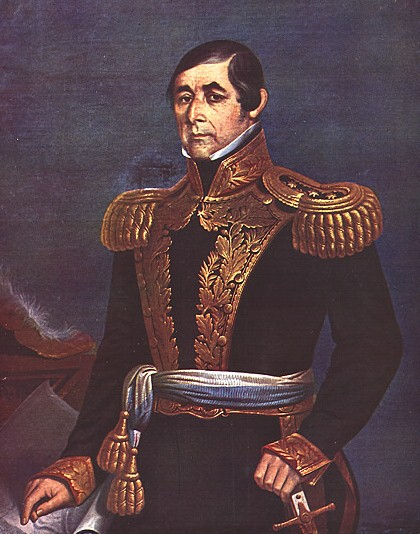
Rivera là một lãnh đạo rất phổ biến trong dân số nông thôn của Uruguay

Rivera đã từ bỏ chính phủ và đảng của ông để đi thăm các chiến dịch viện dẫn lý do khác nhau, bao gồm cuộc chiến chống charrúas, có lẽ bởi vì ông cảm thấy thoải mái hơn trong sự yên tĩnh của Peach đối mặt với việc quan liêu của chính phủ hàng ngày. Hầu như ngay lập tức chính phủ bắt đầu, bỏ bê của tổng thống môi trường của những phục hồi của đối thủ già nua. Hai nhà lãnh đạo của các chiến dịch giải phóng đã bị ghẻ lạnh. Bây giờ, Lavalleja sẽ vang vọng những tuyên bố của các nhóm xã hội khác nhau (nhỏ chủ đất và thương nhân). Trong khi các cựu phàn nàn về các chính sách thực hiện bởi Rivera trong đề cập đến đất đai, tiếp tục tranh cãi về nguồn gốc của các xã hội phương Đông trong suốt thế kỷ XIX, sau này đã do chính sách hành chính và chính phủ đã thực sự thúc đẩy bởi "Năm anh em." Điều này khuyến khích thực tế Juan Antonio Lavalleja để tìm kiếm sự sa thải của Rivera đi lên cánh tay nhiều lần và cuối cùng tất cả đánh bại. Một trong những con số người được hỗ trợ Rivera, mặc dù không đồng ý với cá nhân ông, là Manuel Oribe.

### Tổng thống Oribe
Sau khi giai đoạn hỗn loạn của chính phủ Rivera ngày 1 tháng 3 năm 1834 kết thúc Manuel Oribe đã được nhất trí bầu làm tổng thống của Uruguay. Austere thấm nhuần sâu sắc với một tầm nhìn về dịch vụ công đã được thực chất là một thành phần của dịch vụ cho xã hội, chính quyền của ông được đánh dấu bằng thắt lưng buộc bụng trong chi tiêu và hợp nhất của tài chính công, duy trì ngoại giao cắt cao dân tộc. Mặc dù chính phủ nổi bật Oribe cao để bảo quản các đơn đặt hàng chế, thấp hơn đáng kể nạn tham nhũng, việc thực hiện các trung tâm y tế, cố gắng xây dựng một hệ thống giáo dục tốt hơn (tạo của Đại học Thị trưởng thực hiện hệ thống, Lancastrian, vv), kiểm soát chất thải và thiết lập một hồ sơ chi tiêu và thu thuế, tại các khu vực khác là không hiệu quả.

### Yếu tố bên ngoài dẫn đến chiến tranh

#### Ngoại giao với Anh
Juan Francisco Giró, đó là một tác nhân bí mật cho chính phủ Anh, đã đến Luân Đôn, nơi ông đã ký một thỏa thuận hữu nghị, thương mại và chuyển hướng và vay tiền của Anh khoảng 3.000.000 Peso Uruguay. Việc đưa người Anh trong điều kiện không công bằng, trong đó khắc sâu tất cả các đặc quyền thương mại của họ và một hiệp ước "đời" giao ước. Chính phủ Oribe từ chối cho vay, vốn đã được quan trọng để chiến thắng trong cuộc chiến chống lại Rivera:
Không nghi ngờ gì chính phủ Anh, đã viết cho các Bộ trưởng Juan María Pérez rằng mình có thể giúp đỡ trong việc đàm phán các khoản vay đó và chúng tôi vẫn cho đi số tiền bị mất để đối phó với việc đối xử tồi tệ.
Đây hiệp ước với nước Anh sẽ có nghĩa là Uruguay sẽ có một lượng lớn tiền để mua vũ khí, duy trì được một số lượng quân đội lớn hơn, trang bị tốt, có thể chứa bất kỳ cuộc phiêu lưu quân sự hoặc lãnh đạo một ai dám lấy quyền lực hợp pháp. Bên cạnh những "hiệp ước liên minh vĩnh viễn", trực tiếp nhập quân của Đế quốc Anh, điều này hỗ trợ cả về tài chính và quân sự sẽ sớm bị trật đường cuộc cách mạng của Rivera, do đó ngăn chặn nó để thực vào sức mạnh của Uruguay và tránh nó tuyên chiến với Rosas. Nhưng ngoại giao của chính phủ Oribe được đánh dấu bằng một yếu tố cao của dân tộc, một chính phủ không muốn "bán nước" cho bất kỳ lực lượng nước ngoài. Khi điều này xảy ra sự hỗ trợ của chính phủ Anh cho Rivera trong quá trình của cuộc chiến tranh vĩ đại.

#### Sự can thiệp của Pháp
Trong nhiệm kỳ thứ hai của Rosas ở Liên bang Argentina bắt đầu sự can thiệp của Pháp ở Río de la Plata. Vào lúc đó, sự kiêu ngạo của các viên chức lãnh sự, ngoại giao, quyền hạn được giao sai mà không có, và áp lực của lực lượng Hải quân, tham gia phương pháp mà có thể cổ điển trong chủ nghĩa đế quốc của các cường quốc thực dân lớn Sử dụng các sự phản kháng của các phe phái khác nhau mà chia phe thống trị trong từng vùng quan trọng ở châu Mỹ chống lại những người cứng đầu của Hoa Hồng "thị trường mở" của thị trường Liên đoàn tự do Argentina, nhập cảnh của bất cứ hàng hoá nước ngoài.

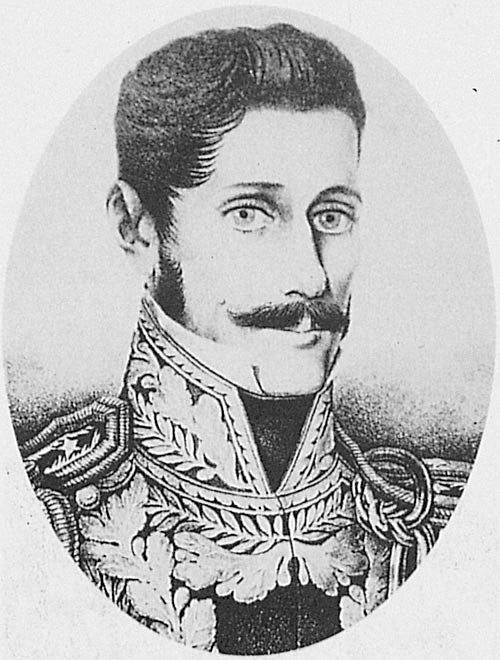
Oribe-tổng thống Uruguay

Trong sơ đồ này, Pháp nhìn đối với tội phạm khác nhau thoái thác các công dân Pháp cư trú tại Argentina, để ngăn chặn cảng Buenos Aires, Oribe yêu cầu được phép sử dụng như là một căn cứ hải quân Montevideo, nơi mà ông ghen tị với tính trung lập của nó, từ chối. Theo đó, gần như tự nhiên, Pháp đã bắt đầu hỗ trợ Rivera. Thứ hai, hơn nữa, đã có trong hàng ngũ của mình một số phần tử, trong đó nhấn mạnh chung Juan Lavalle, các bộ phận đơn lẻ, được sống lưu vong tại Uruguay và đã được tiếp xúc thường xuyên với Rivera, âm mưu lật đổ ông và chính phủ của Manuel Oribe.

### Các yếu tố nội bộ đã dẫn đến chiến tranh
Khi tổng thống Oribe bắt đầu ân xá để "Lavalleja" người mở kế hoạch chống lại Rivera và sau đó khi các "con sông" cảm thấy bị đe dọa bởi các điều tra xác định rằng Oribe đã làm công việc hành chính trở lại cho chính phủ (Chính phủ Rivera). Ban chỉ định để kiểm tra việc quản lý của Rivera sớm đạt được kết luận không thể chối cãi, đã bị lãng phí và gian lận. Những căng thẳng ngày càng tăng Rivera ngày càng thay đổi kế hoạch Oribe, những người theo dõi với mối quan tâm của lãnh đạo liên lạc với người đứng đầu Gauchos (mà chắc chắn sẽ có nghĩa là vấn đề ngoại giao với Brasil), và đã có với các đơn vị Argentina người tị nạn tại Montevideo (mà là một khúc dạo đầu cho cuộc xung đột với Rosas). Trong sự bùng nổ một phong trào cách mạng ở Rio Grande do Sul, gần biên giới Uruguay (gần tương đối, từ biên giới đã được chỉ được biết đến rất gần), Oribe đã qua sự lãnh đạo của quân đội và hành quân về phía bắc để giám sát trung lập nghiêm ngặt đất nước. Mặc dù các tài liệu đã cẩn thận để lưu ý rằng nhiệm vụ đã được thực hiện "theo quy định của Tổng tư lệnh của chiến dịch" Fructuoso Rivera cảm thấy dời và nghi ngờ và do đó, ông khuyên Tổng thống:
Nếu bạn không còn cần em Tôi không cho điều này, bạn của tôi, tôi muốn nhẹ hoặc nhớ về tôi, bởi vì nó không phải là những gì tôi muốn chờ đợi chính sách bạn [...]. Đầu tiên Với công việc hiện tại của tôi không bằng lòng là đồ chơi của xem, dự án mà không hiểu.
Oribe trả lời hòa giải:
"Mối quan hệ của chúng tôi, trên thực tế một số thời gian ngay bây giờ đã thay đổi trong tính cách, nhưng bạn không có lý do để đổ lỗi cho tôi, tôi đã mở rộng với anh ta và bạn bè của mình xem xét tất cả các loại. Tâm trí bạn sau này cho một số thời gian đã được đề xuất trong một cuộc chiến tranh mở với chính phủ và gọi nó trong bí mật tên của mình, và họ chỉ là những gì khuấy động các niềm đam mê của người khác. Những gì họ nói là sai, tôi tin, và tôi thỏa mãn bản thân mình [...] Tôi tin rằng, người bạn của tôi, tôi cần tất cả, và [...] bất kỳ lý do mà chúng tôi không đồng ý vào cái gì, tại sao chúng ta không dừng lại hợp tác vì lợi ích chung và sự an tâm. Bạn do đó phải được duy trì, vì xa tắc, tôi tin tưởng vào lòng yêu nước của họ và lời chúc tốt đẹp."
Các từ ngữ căng thẳng nhưng vẫn thân thiện, đúng một cuộc xung đột của những người đến từ xa. Các sự kiện đã kết tủa, Oribe lập ra "The Moderator", một tờ báo xuất bản các đơn vị đặt tại Montevideo và Buenos Aires mà thẳng tay tấn công Rosas. Rivera đã phản đối và các ngày 09 tháng 1 năm 1836, Tổng thống đã bãi bỏ lệnh Tổng Chiến dịch này. Rivera tuân thủ cho đến nay và đã đến ở Peach, dẫn đến sự ngạc nhiên của Juan María Pérez ("tất cả, như tôi, nghĩ rằng Rivera [...], nhảy và dẫn tới một phong trào vô chính phủ, nhưng họ trả thất vọng, vì nó đã được chuyển giao cho một đơn vị trực thuộc cấp cao của các phó vương của Ấn Độ, "ông nói trong một lá thư cho Giro). Nhưng thụ động này sẽ phá vỡ thảm hại đến hai quyết định mới của chính phủ Oribe. Một là không thể tránh khỏi, việc công bố những phát hiện của ủy ban điều tra của chính quyền trước đó, chữ ký của Juan Pedro Ramírez, Antonio Costa và Ramon Artagveytia vào tháng 6 năm 1836, nhưng lần thứ hai là một đòn giáng vào Rivera, phục hồi các lệnh chung của Chiến dịch và chỉ định để phục vụ trong đó năng lực với anh trai của ông Ignacio Oribe. Đối mặt với hai sáng kiến, mà ông coi là xúc phạm, Rivera đã lên cánh tay. "Sự cứng nhắc của Tổng Oribe, những người không phù hợp trong khuôn khổ ban đầu của những giờ, sẽ gây ra cuộc cách mạng năm 1836."

## Diễn biến
Cuộc nội chiến chống lại Rivera bắt đầu ngày 18 tháng 7 của năm 1836 đã diễn ra, các đại diện của mối quan hệ giữa hai nhà lãnh đạo, nhưng một số lợi ích quốc tế hành động về hai nhà lãnh đạo phải đối mặt. Oribe đã gây ra rất nhiều áp lực với Rosas, người sau đó đã không đến như là đồng minh mà là một chính phủ đe dọa và hách dịch (Đại sứ Correa Morales đã rất mạnh mẽ và gần như thô lỗ, chống Oribe để yêu cầu đảm bảo rằng các đơn vị, Rivera của đồng minh, không tiếp tục âm mưu chống lại chính phủ của Tổng Liên đoàn Argentina). Rivera, lần lượt, là môn học hơn là với niềm vui, bởi tất cả các chỉ dẫn, áp lực của người dân địa phương, đơn vị, những người muốn nắm lấy quyền lực và tuyên chiến với các nhà lãnh đạo Rosas và Rio Grande do Sul, mà thấy nó như là một đồng minh tiềm năng cho các dự án độc lập của họ. Nó lên tới những tuyên bố của Pháp, Anh và thậm chí cả Hoa Kỳ, tất cả các thuộc địa mở rộng và cố gắng để thiết lập thế giới thực của họ trong khu vực đó. Nếu không xem xét tính chất quốc tế không thể hiểu tại sao xung đột này, ban đầu giữa các lãnh chúa tranh, lấy những hậu quả không thể tưởng tượng nó đã có.

### Sự sụp đổ của Oribe và Rivera nắm quyền
Rivera đã lên cánh tay trong Durazno và đã có những đơn vị nói chung hỗ trợ Juan Lavalle, Oribe người ghét là một trong những người đã ra lệnh thực hiện của bạn mình, nhà lãnh đạo liên bang Manuel Dorrego. Hoa Hồng ngay lập tức được gửi 3000 quân do Juan Antonio Lavalleja chỉ huy, họ trở về quê hương của mình chiến đấu trước các lực lượng Argentina. Các binh lính của cả hai lãnh chúa đụng độ trong trận mạc, trong ngày 19 tháng 9 năm 1836, trong trận chiến, Oribe ra lệnh cho quân đội của ông sẽ sử dụng một dải băng màu trắng với những "khẩu hiệu Defender của pháp luật thêu màu xanh lam, Rivera đã quyết định rằng họ được phân biệt bởi các màu xanh, nhưng như ponchos desteñían, nói rằng trong trận chiến, ông ra lệnh cho người đàn ông của mình họ quay lại và còn lại trong tầm nhìn của các lớp lót, đỏ, do đó sinh ra White (Oribe) và Colorado (Rivera). Trận đánh thắng lợi dứt khoát của Ignacio Oribe và Rivera đã phải tị nạn tại Brasil, nhưng đó chỉ là giai đoạn đầu của một cuộc chiến tranh lâu hơn nữa.
Năm 1837, Rivera một lần nữa đánh Oribe, lần này với sự hỗ trợ mạnh mẽ từ các nhà lãnh đạo Manuel Bento Ribeiro và Bento Gonçalves da Silva, và thời gian may mắn này được thuận lợi. Oribe bị đánh bại trong trận Yucutujá. Sau đó, Rivera bị đánh bại trong trận Yi. Nhưng ngày 15 tháng 6 năm 1838, Rivera đã giành được chiến thắng quyết định ở trận Palmar trước Ignacio Oribe. Vào ngày hôm đó toàn bộ kinh ngạc Rivera, mặc dù 50 năm của mình, mặc một lòng can đảm huyền thoại (để César Díaz đặt nghi ngờ sau trận Arroyo Grande) và kỹ năng giáo. Cuối cùng, Rivera thành công dưới hỗ trợ của Pháp. Ngày 07 tháng 10 năm 1838 người đứng đầu hạm đội Pháp ở Rio de la Plata, Chuẩn Đô đốc Maurice Leblanc, người đã chặn các cảng của Buenos Aires, bị chặn Hạm đội Đông dưới sự chỉ huy của William Brown và buộc phải giải giáp. Ba ngày sau đó chiếm đóng hòn đảo của Martin Garcia và sau đó họ súng được huấn luyện để Montevideo. Đó là thổi cái chết cho chính phủ của Oribe: không sử dụng hạm đội hải quân, với Pháp vào sức mạnh của các lực lượng hải và chính phủ tàn của thất bại trong trận Palmar. Các tổng thống sau đó đã ra lệnh một ủy ban gồm Carlos Jerome Villademoros và Joaquín Suárez. Các nhà lãnh đạo chiến thắng đòi hỏi sự đầu hàng vô điều kiện mà Oribe bị từ chối. Nhưng không rơi trên đảo Martin Garcia tổ chức do tình hình Pháp của họ, đã trở thành không có cơ sở.
Ngày 21 tháng 10, 1838 đại biểu của lãnh đạo hai bên(Ignacio Oribe, Julian Alvarez, Francisco J. Muñoz, quay lại và Chucarro do Chủ tịch, Santiago Vazquez, Enrique Martinez, Anacleto Medina, Andrés Lạt ma và Joaquín Suárez, điều này cuối cùng đã chuyển sang bên trên bay, bởi Rivera) đã ký kết hiệp ước đình chiến. Ngày 23 tháng 10, ông đã gặp Đại hội đồng và các ngày 24 tháng 10 Oribe trình bày bức thư nổi tiếng của ông, các từ ngữ vẫn còn gây tranh cãi.
"Tổng thống tin rằng ở lại của ông chỉ huy các chướng ngại vật chỉ xuất hiện để trở về cùng một sự tĩnh lặng và yên bình mà bạn cần, nói đến VH để từ chức như một cơ thể thẩm quyền của quốc gia đã tin tưởng ông ta [...] Hãy cho chúng tôi vì thế, H. Thượng nghị sĩ và đại biểu, để chấp nhận sự từ chức không thể thu hồi mà tôi làm tại thời điểm này kể từ khi tôi đã chơi và các cấp, cũng như để các bộ trưởng, những người muốn theo, một giấy phép tạm thời sẽ được phân cách cho một số thời gian trong nước, cũng như tư vấn cho vị trí của chúng tôi. [...] Tổng thống hiến pháp của nước Cộng hoà, những giọt làm cho nó lớn lên các phiếu bầu của công dân đồng bào của ông đối với quốc gia này hành động mà chỉ cho những bạo lực của một phe nhóm vũ trang có những nỗ lực có được quyền lực nếu họ không tìm thấy của họ chủ yếu hỗ trợ và nhiều hơn nữa hợp tác xác định của quân đội hải quân Pháp, trong đó có không liên minh với tình trạng hỗn loạn để phá hoại trật tự luật pháp của nước cộng hòa, không có hành vi phạm tội đã gây ra cho Pháp."
Oribe hai lần tránh nói chuyện từ chức, miễn nhiệm và được sử dụng những "từ chức" để thời gian ông áp dụng cho một "giấy phép tạm thời." Rõ ràng là mục đích của nó là để làm cho nó rõ ràng là vẫn được coi là đầu tư bằng các hệ thống phân cấp của tổng thống, mà không thể được thực hiện trong các trường hợp được bên ngoài. Các chi tiết pháp lý sẽ có vấn đề trong các sự kiện ngay lập tức.
Ngày 29 tháng 10 năm 1838, tiếng Anh tàu Sparrohawk, đến Buenos Aires Oribe kèm theo 300 binh sĩ và cộng tác viên. Rosas nhận nó như là một tổng thống theo hiến pháp, và ngay sau khi đã được cung cấp chỉ huy của quân đội của Liên đoàn Argentina. Rivera đã ở Montevideo vào đầu tháng 11 và đã chiếm quyền lực chính trị là một vấn đề của nhà độc tài, thay thế Chủ tịch Đại hội đồng, Gabriel Antonio Pereira:
"Rivera đã nhận tôi với lòng tốt tuyệt vời và cảm ơn tôi cho các dịch vụ mà tôi có công, tuyên bố họ được nhập cảnh riêng của mình từ Montevideo, và là minh chứng cho sự công nhận của họ và tình hữu nghị thẳng thắn của họ đối với tôi, hỏi tôi I'accolade tôi, hoặc, một nụ hôn kiểu Pháp."
Ngày 01 Tháng Ba của 1839 Rivera được bầu làm tổng thống, tuyên bố cuộc chiến Rose là một trong những biện pháp đầu tiên của nhiệm kỳ thứ hai.

### Xung đột ý thức hệ
Các cuộc đấu tranh giữa liên bang và nhất thể Argentina sau đó đã được xung đột ý thức hệ lâu dài bắt đầu từ năm 1811 với Artigas José. Phe khong nhượng bộtấn công các chính phủ độc tài của Rosas, quản lý đề án "văn minh" chống lại "man rợ", các Unitarians nói chung ủng hộ tự do chính trị, trong khi feds tuyên bố người bảo vệ chủ quyền và quốc gia bị cáo buộc đối thủ của họ về các đại lý được trong dịch vụ lợi ích của nước ngoài và ủng hộ một quốc gia độc đoán. Các đơn vị, được xem là đại diện của rễ châu Âu và văn hóa, khoan dung, văn minh, và được coi là kẻ thù của mình, các nhà lãnh đạo liên bang và các đồng minh của họ, một loại nguyên thủy và dã man lãnh chúa phong kiến, những người đã được chính trị loại bỏ như một điều kiện tiên quyết cho bất kỳ tiến bộ. Đảng Colorado Uruguay tham gia vào chương trình này. Về phần mình, các White, với hoa hồng ở đầu, được xem là người bảo vệ chủ quyền quốc gia chống lại nước ngoài kiêu ngạo cho rằng hình thức độc đoán của chính phủ là cần thiết do sự gây hấn của sự can thiệp của các cường quốc châu Âu. Oribe người da trắng hành động ý thức hệ nhúng trong chương trình này. Cần lưu ý rằng ngoài những ý định và hùng biện, hai bên đã được đặc trưng bởi sự không khoan dung rất lớn.

### Xung đột xã hội
Các liên bang thể hiện ở nông thôn và Rosas, đặc biệt, tìm kiếm sự hỗ trợ của các lớp việc xác và các ngành phổ biến của Buenos Aires. Trong khi đó, chủ trương rằng các đơn vị kiểm soát phải được các bác sĩ của thành phố và không ở trong lãnh chúa nông thôn vật kỷ niệm man rợ.
Điều này mâu thuẫn xã hội được trình bày không chỉ là một chất kích thích của cuộc chiến tranh giữa các đơn nhất và liên bang, mà còn là một chất kích thích của sự bất ổn định cho hai bên, vì cả hai bên đã được lãnh chúa và "bác sĩ" (mặc dù phía đơn vị đã có một số Phần lớn các "bác sĩ" được lãnh đạo đơn vị, và phía bên liên bang đã hoàn toàn ngược lại.) Trong số các nhà lãnh đạo và các "bác sĩ" đến một đấu thầu căng thẳng. Mâu thuẫn trong Chính phủ của El Cerrito, trong số Oribe ở một bên và Bernardo Prudencio Berro hoặc Eduardo Acevedo mặt khác, và các Chính phủ Quốc phòng giữa Rivera và Venancio Flores trên một bàn tay và Manuel Herrera y Obes và Joaquín Suárez khác là một biểu hiện của sự chống đối này, kéo dài trong suốt toàn bộ thế kỷ XIX.
[ sửa ]và chính trị xung đột ngoại giao
Cuộc đấu tranh của Liên minh Argentina và các đồng minh Đông Âu của mình bằng cách công nhận các quyền của chủ quyền quốc gia hoặc không rõ thảo luận của cường quốc châu Âu với lợi ích trong khu vực (Pháp và Anh). Sự tập trung, mặc dù không phải chỉ là quyền bị cáo buộc, được hỗ trợ bởi các quốc gia đã đề cập, điều hướng tự do của các con sông nội địa, mà thấy quyền hạn của liên bang của chính phủ quốc gia. khía cạnh này đã được thể hiện trong một cuộc xung đột kéo dài ngoại giao và sự tham gia của lực lượng châu Âu ủng hộ của liên minh giữa các đơn nhất và màu đỏ. Brazil tham gia vào các kết quả của cuộc xung đột mà chi phí rất thân yêu của Uruguay, đã có các tính năng khác và là một phần của tuyên bố lịch sử của Brasil để mở rộng biên giới phía nam của nó là gần Río de la Plata, trong đó có luôn luôn được coi là biên giới tự nhiên.

### Hai "legalities"
Các cuộc đấu tranh ở Uruguay, màu trắng đỏ, tập trung vào các yêu cầu của Manuel Oribe được công nhận là tổng thống hợp pháp của đất nước, đã được lật đổ bởi một cuộc nổi dậy ở bên ngoài của bất hợp pháp. Hai "legalities" (cả hai cũng bất hợp pháp theo Hiến pháp) phải đối mặt: chính phủ của Manuel Oribe, đã có trên toàn bộ đất nước, ngoại trừ Montevideo từ cái gọi là chính phủ của El Cerrito, và cái gọi là chính phủ của quốc phòng, chứa trong các bức tường của thủ đô, mà thấy Oribe từ chức năm 1838 và được coi là hợp pháp trong cuộc bầu cử của Rivera là chủ tịch thứ ba của hiến pháp 1839 và điều chỉnh pháp luật thừa kế của mình trong chính phủ, đứng đầu là Joaquín Suárez.

### Xung đột quân sự

#### "Nộichiến Argentina" (1839-1843)
Trong điều kiện này và với sự hỗ trợ nhiệt tình của Pháp, Urquiza bắt đầu một cuộc nổi dậy chống lại Rosas. Rivera lại liên minh cũ của mình với các lãnh chúa Gauchos, tìm kiếm sự hỗ trợ của các thống đốc của tỉnh Corrientes, Genaro Beron de Astrada, người đã ký một hiệp ước chống lại Rosas và mở ra chiến sự. Corrientes đã có cảng sông tốt, là một chính sách mở cửa mà đụng độ với Hoa hồng và ước nguyện để công nhận sự chuyển hướng tự do của con sông, cho phép nó để thương mại trực tiếp với tàu châu Âu đi lên sông Parana tới các cảng của mình.
Trong tháng 2 năm 1839, Rivera đã ký kết các tài liệu mà tuyên chiến với Juan Manuel de Rosas, "không phải là xứng đáng với người dân Argentina nhưng bất tử bạo chúa của người dân Nam Mỹ." Một vài ngày sau Beron de Astrada cũng làm theo. Các thống đốc của Santiago del Estero, Catamarca và La Rioja đã cho tín hiệu mà có thể cau mày khi bị lật đổ của Rosas và Tổng uy tín Juan Lavalle, cho đến nay có trụ sở tại Montevideo và miễn cưỡng tham gia cuộc xung đột để phản đối sự can thiệp của Pháp tham gia chiến đấu.

##### Pago Largo
Quân đội liên bang, tuy nhiên, đã chứng minh hiệu quả của họ và phổ biến hỗ trợ không thể phủ nhận họ rất thích. Echagüe Pascual, thống đốc của tỉnh Entre Rios và nói chung của Liên bang, đã nhận được ngày càng tăng viện Santa Fe và Buenos Aires, Cala tập trung vào, và sau đó theo các Grande Blade, hành quân vào các đơn vị, những người rơi vào Pago Largo, phía tây nam của Curuzú Cuatiá, Corrientes, nơi Beron de Astrada, chờ đợi lực lượng entrerrianas. Ngày 21 Tháng 3, 1839, hoàn toàn đánh bại Echagüe Beron de Astrada trong trận Pago Largo, đó là một degollina khủng khiếp của người bị thương và các tù nhân, và nơi ông đã tự tử Beron de Astrada. Trong tháng sáu tại Buenos Aires đã không cố gắng ám sát Juan Manuel de Rosas nhận chức bắn của Đại tá Ramon Maza, Montevideo di cư đơn vị tuyên bố: "Đây là thánh để giết Rosas hành động."
Trong tháng Bảy, Lavalle đến Entre Ríos, sẵn sàng chiến đấu và đã ký một tuyên ngôn Echagüe tôn trọng liên bang, nhưng không ai lấy nó nghiêm túc. Ông đã đi vào Corrientes, nơi nó được dưới sự chỉ huy của thống đốc mới Pedro Ferré.

##### Cagancha
Một hậu quả của trận Pago Largo, Thống đốc Pascual Echagüe xâm chiếm lãnh thổ phía đông của Uruguay vào ngày 29 tháng 7 năm 1839, vượt qua sông Uruguay cho đến Salto. Bằng cách này, quân Argentina đã di chuyển vào đất Uruguay. Sau khi thảm họa của Pago Largo, Rivera biết rằng cuộc xâm lược đã được sắp xảy ra từ Entre Rios và tiến hành để làm nổi bật các lực lượng kỵ binh trên bờ biển của Uruguay sông, "bằng cách tập trung một phần lớn của nó qua sông Queguay các đơn đặt hàng của các nhà lãnh đạo tốt nhất của mình phân chia, trong khi đó, phần còn lại vẫn còn lại trong Peach.
Rivera của kế hoạch là để bắt đầu hoạt động sách nhiễu chỉ cần vượt qua lãnh thổ phía đông Echagüe Pascual và trí thông minh của trò chơi nhảy ra khỏi sông Queguay các sông đen và sau đó đến sông 
Santa Lucia, được bao phủ sau khi hàng rào để có được kết hợp thuốc bổ bộ binh và các đơn vị pháo binh họ đến từ các quảng trường gần đó ở Montevideo.
Biết yếu để kích động một cuộc chiến dốc, Rivera vẫn tiếp tục tiến hành một cuộc chiến tranh của nguồn lực, giữ cho đồng hồ liên tục trên các lực lượng xâm lược. Sự cần thiết để cung cấp gia súc cho quân đội liên bang đã dẫn đến đội của họ từ các đội quân chính của Pascual Echagüe vài bộ phận, bao gồm các Tá Leonardo Oliveira và Manuel Lavalleja thành các vùng của Maldonado và San José de Mayo tương ứng. Tất cả đều bị đánh đập trong một số cuộc họp, các lực lượng của Manuel Lavalleja bởi Anacleto Medina một lần nữa ở cuối của dòng Arias. Ngược lại, đại tá Leonardo Olivera đã bị đánh bại vào ngày 17 tháng 10 do Đại tá Fortunato Silva, tại San Carlos. Rivera đã để lại những rào cản của Rio Santa Lucia, nơi mà họ đã giữ được cho đến khi đó quyết định đi đến trận chiến cùng đối phương di chuyển. Rivera đã đánh bại quân đội của Echagüe trong Cagancha trận chiến với chỉ có 3.000 người, trong khi nó tăng gấp đôi số Echagüe có lúc xử lý của mình một đội quân là 6.000 người.

## Cuộc nổi dậy của các tỉnh Argentina
Chiến thắng của Rivera cũng tạo động lực mới để các đơn vị, sau đó bắt đầu gây áp lực với Tổng thống để xâm nhập lãnh thổ phía đông Argentina, một cái gì đó mà ông đã từ chối. Lavalle, sau đó đã về vai trò, Corrientes 4000 bắt tay vào tàu Pháp để đưa họ đến các tỉnh của Buenos Aires, với sự tư vấn của Thống đốc Pedro Ferré.
Lavalle đến San Pedro ngày 5 tháng 8 năm 1840 và tiến về thủ đô, dự kiến một cơn lũ của người dân trong hỗ trợ của họ, nhưng chỉ có thể tìm thấy sự thù địch và sự thờ ơ. Khi ông đã gặp gỡ với quân đội của Hoa Hồng, quyết định không để chiến đấu và 07 tháng 9 đã ra lệnh rút lui. Biện pháp này đã bị chỉ trích gay gắt từ một số các cấp dưới của mình và di cư đơn vị Montevideo, những người đã không ngần ngại cho thấy ông là một kẻ phản bội. Lavalle đã chắc chắn trải qua một cuộc khủng hoảng sâu sắc cá nhân, được tiết lộ trong lá thư của ông và đã được terribly bị ảnh hưởng bởi sự thiếu hỗ trợ công cộng:
"Tôi đã không tìm thấy nhưng đám nô lệ, do đó, phỉ báng như là hèn nhát và rất hạnh phúc với dây chuyền của họ [...] Chúng tôi cần biết, em yêu, rằng tình hình của quân đội này là rất quan trọng. Ở giữa lãnh thổ phiến loạn hoặc thờ ơ, không có cơ sở, không có các điểm kiểm soát mặt đất, tinh thần bắt đầu chịu và là kẻ thù nhưng tôi phải chiến đấu "
Lavalle sau đó đã đi đến Santa Fe và chiếm đóng vốn tỉnh ở giữa các vi phạm quá trọng đại, trong đó có sự hỗ trợ rõ ràng của vị tướng, rơi vào trầm cảm sâu sắc (kỷ luật của chúng ta? lính "Không"! Muốn giết.? Hãy để họ giết Bạn muốn ăn cắp? Hãy để họ ăn cắp ") Từ đó ông đã đến Cordoba, cố gắng liên lạc với Tổng Gregorio Araoz de Lamadrid, ban đầu là một đồng minh của Rosas người đã đào thoát và đã dẫn đầu một liên minh mới thù địch với các Restorer. Việc ký kết ngày 29 tháng 10 năm 1840, các Hiệp ước Mackau Arana, người đã dỡ bỏ sự phong tỏa của Pháp, là một đòn chết đến kháng virus gây ra, nhưng những thảm họa sẽ đến vào ngày 28 tháng 11, khi trận Quebracho Herrado diễn ra Lavalle Rosas gặp quân chỉ huy bởi Oribe. Các cuộc đối đầu dẫn đến một chiến thắng áp đảo cho quân đội miền Nam về các đối thủ của Rosas, trong tổ chức được gọi Bắc Liên minh.
Lamadrid Lavalle và đơn vị hỗ trợ tìm kiếm của người di cư ở Chile, trong đó đã Domingo Faustino Sarmiento, và tuyên bố một cuộc chiến tranh cho đến chết. "Bạn phải bắt chước các Jacobin của thời gian của Robespierre "- tuyên bố Sarmiento, và Lamadrid:" đốt tại cổ phần những người montoneros lấy. " Nhưng những chiến thắng liên bang diễn ra. Cuối cùng, vào ngày 19 Tháng Chín của năm 1841, Lavalle Oribe đánh bại một lần nữa trong trận Famaillá. Khí hậu của hận thù và không dung nạp là khủng khiếp và được thể hiện trong các tài liệu. Pacheco, Tổng Oribe, viết: "hoang dã nói chung được gọi là đơn vị Acha Mariano đã bị chặt đầu và đầu ngày hôm qua được đặt trên sự mong muốn công chúng" (Acha là giao của Dorrego, trong đó ông đặc biệt ghét của feds). Y Oribe mình hoàn toàn biến đổi:
"Ba mươi lẻ người và một số tù nhân, bao gồm cả các đơn vị ở lại hoang dã được gọi là tông đồ John Tổng Martinez, những người ngày hôm qua cắt đầu, là kết quả thực tế này, vũ khí liên bang của chúng tôi"
Sau khi trận chiến của Famaillá đã bị bắn và giết nhiều tù nhân, trong đó đã giúp tạo ra Oribe xung quanh hình ảnh của "khốc liệt", mà là thù địch chép sử vẫn còn giữ. Với chỉ hơn 200 người đàn ông, Lavalle tiếp tục về phía bắc, luôn luôn theo đuổi Oribe. Các ngày 08 tháng mười tới tại thành phố San Salvador de Jujuy và Lavalle, bị bệnh, để lại quân đội của mình ở nước ngoài và tiến vào thành phố với sự hộ tống của tám người đàn ông. Vào lúc 2 giờ sáng ngày 9 Tháng Mười đến ngôi nhà của công dân Zenarruza đơn vị, nơi ông đứng cho đến khi một vài ngày trước các thống đốc của tỉnh, Ê-li Vedoya, trước khi tiếp tục chuyến bay của họ. Lavalle trái ba là bảo vệ nhà cửa và đi ngủ. Trời hừng đông, một bên của binh sĩ liên bang đến cư trú với mục đích bắt giữ Vedoya, mà bay không xác định. Sau đó xuất hiện một loạt đá luân lưu giữa người nam và người mới đến Lavalle, trong đó nói chung đã được bắn vào cổ họng và chết. người đàn ông của ông bỏ chạy và liên bang theo đuổi chúng, để lại phía sau cơ thể của Lavalle, người đã không được công nhận.

##### Sự kết thúc của Lavalle
Điều gì tiếp theo là một câu chuyện bi thảm của kinh dị, thù hận và trung thực. Oribe, người ta nói - ít nhất là để họ nghĩ rằng người đàn ông Lavalle - Rosas đã tuyên thệ nhậm chức để thực hiện chung của người đứng đầu đơn vị, trong thực tế, một thông tin liên lạc từ thứ hai đến Arredondo, thống đốc Córdoba, sản xuất một khi họ biết được cái chết Lavalle, cho biết:
"Tôi đã gửi yêu cầu đến nơi chôn cất của cơ thể để vào đầu mình và mang đến cho tôi"
Các nhóm nhỏ những người Lavalle, tuyên thệ nhậm chức khẩu hiệu "Oribe không bao giờ có cơ thể của Đại!", Trả lại cho một thị trấn nơi cơ thể vẫn còn nằm trên trang web của cái chết của ông, cơ thể của ông được bọc trong vải và đặt trên một ngựa, lộn ngược và nghiêng. Ông đã được phủ một poncho màu xanh (màu đơn vị) và hành quân về phía bắc Quebrada de Humahuaca. Mười người đàn ông bao vây còn lại của Lavalle, do Laureano Mansilla, với một lời thề chết trước khi cho phép một người nào đó để xúc phạm thánh vật xác chết. Họ vượt qua con lạch và khi cơ thể đã bị phân hủy, dọc theo con lạch Huacalera ngay đơ, giữ trái tim của mình trong bình thủy tinh chứa rượu, đầu quấn một cái khăn tay và tiếp tục về phía bắc để xâm nhập vào lãnh thổ của Bolivia. Cô ấy nói với Oribe và Rosas:
"Cuối cùng, nó đến đơn vị của Bolivia Lavalle hoang dã hơn xương và da mặt. Phần còn lại là để nuôi condors, như ông xứng đáng ".

##### Arroyo Grande
Không phải mọi thứ đều ổn đối với vũ khí liên bang, tuy nhiên, ngày 28 tháng 11 năm 1841 Đơn vị tướng Jose Maria Paz (các "Manco hòa bình") đánh bại thống đốc của Entre Ríos Echagüe trong trận Caaguazú. Echagüe đã phải chạy trốn và được thay thế trong chính quyền tỉnh bởi Justo José de Urquiza, mà sẽ đóng vai trò quyết định trong các sự kiện trong tương lai.
Bổ nhiệm thống đốc tự của Entre Ríos, Hòa Bình đã tổ chức một cuộc họp ở sông Parana Pedro Ferré, thống đốc Corrientes, Juan Pablo Lopez, Santa Fe (liên bang xa lạ Rosas) và Fructuoso Rivera, tổng thống Uruguay. Đại diện của bốn nhà lãnh đạo gặp nhau trong tháng hai của năm 1842 và nhất trí tiếp tục cuộc chiến chống lại Liên minh, nhưng với mục tiêu cụ thể hình thành một mới nhà nước bao gồm những vùng lãnh thổ, mà sẽ thêm vào Nam Rio Grande, sau đó lên Riograndense Cộng hòa, mà chính lãnh đạo, Bento Goncalves, Rivera đã bí mật đồng ý với sự tham gia của họ vào dự án. Nhưng các liên minh và dự án của mình để xây dựng những gì đã được gọi là "Uruguay hơn" không làm việc đúng cách, không ai công nhận Paz là thống đốc của Entre Rios, và 25 tháng mười của năm 1842, trong một cuộc họp tại Paysandu trực tiếp bởi các nhà lãnh đạo của liên minh (Paz, Rivera, Ferré, Lopez và Bentos) đã đồng ý cung cấp cho các lệnh tối cao của quân đội của Rivera, mà rất nhiều và gây ra không hài lòng Hòa bình nghỉ hưu của mình. Bằng cách đó, Đô đốc hạm đội của Guillermo Brown đã đánh bại Rivera (Ý lính đánh thuê chỉ huy bởi Giuseppe Garibaldi) và Martin Garcia ở Buenos Aires đã tung một vụ thảm sát khủng khiếp của đối thủ của Rosas đã phải ngừng tự Restorer:
"... Tôi đã nhìn thấy bằng nghiêm trọng và sâu sắc không thích nhiều hơn các vụ giết người tàn bạo đã được cam kết trong những ngày gần đây, trong đó, mặc dù họ đã được trên đơn vị tự nhiên, không ai, hoàn toàn không ai, được ủy quyền cho tàn bạo như vậy."
Oribe vẻ đắc thắng trở về từ Jujuy và đạt trên lãnh thổ của Entre Ríos, Rivera sau đó vượt qua sông và đến mặt Uruguay ở Arroyo Grande. Và thực hiện một lỗi nghiêm trọng chiến thuật. Rosas đã lừa các Mandeville ngoại giao Anh, người đã nghĩ rằng mình là người bạn tin rằng đó là Oribe thực tế đã bất lực, ngựa vài loại vũ khí. "Nếu các Pardejón (Rivera) biết tận dụng lợi thế..." đã được trích dẫn khi nói. Mandeville, ngay lập tức gửi một người bạn tin cậy để cung cấp cho các Montevideo mới để Rivera, người mù quáng tin tưởng và đi tìm kẻ thù cũ của ông, người mà tôi nghĩ tôi có thể.
Vào ngày 6 tháng 12 của năm 1842 đã bị khóa trong trận chiến, cả quân đội đã có khoảng 8.000 binh sĩ. Oribe của quân đội đã bao gồm các lệnh phía đông của anh trai Ignacio Oribe của mình, Urquiza và Entre Ríos binh sĩ chỉ huy của quân đội của Liên minh Argentina. Những người của Rivera, người chỉ huy các lãnh chúa miền đông tự, Corrientes, Entre Rios tỉnh của Santa Fe và, do Pedro Ferré và "Mặt nạ" López. Oribe của chiến thắng áp đảo và Rivera đã bỏ chạy khỏi chiến trường để lại Caqueta của mình, kiếm và súng lục của mình.
Trận Arroyo Grande có nghĩa là mở ra một giai đoạn mới của cuộc chiến tranh vĩ đại. Fructuoso Rivera trở lại Montevideo và cuộc tuần hành bắt buộc theo Oribe. Ngày 16 tháng hai của năm 1843 trước quân đội đóng trại trong Cerrito và bao vây Montevideo.

### Các chiến dịch lớn (1843-1851)
Bài chi tiết: Cuộc vây hãm Montevideo
Trong tám năm, Uruguay đang có chiến tranh, du lịch phía bắc đến phía nam của chủ nhà Uruguay, Pháp, Tây Ban Nha xứ Basques, các đơn nhất và liên bang Argentina, Ý, vv, chia thành hai chính phủ: các Chính phủ của El Cerrito, do Oribe có thuật ngữ "hợp pháp" đã được mở rộng do Chambers định cư ở đó với nhiều người đàn ông vào quốc hội bị giải thể bởi Rivera năm 1838, và các Chính phủ Quốc phòng, dẫn đầu bởi Joaquín Suárez là chủ tịch tạm thời (một năm tạm thời tám).
Có lúc đó thời gian hành động quân sự quyết định. Montevideo Oribe có thể tấn công và cố gắng để có nó bằng cách tấn công nhiều lần, nhưng không bao giờ cố gắng. Rosas ra lệnh cho Đô đốc Brown chặn Montevideo, trong đó, đã có nó được thực hiện có hiệu quả, sẽ có nghĩa là một sự sụp đổ nhanh chóng của Chính phủ Quốc phòng, nhưng nước Anh đã buộc dỡ bỏ lệnh phong tỏa, như đã nói ở trên. Các thành phố từ chối cấp hỗ trợ được đưa ra bởi Pháp và Anh tàu của mình, mà không dừng lại cho nó để thương mại với Chính phủ El Cerrito thông qua các cảng lặn. Xung đột nội bộ đã được liên tục trong cả hai chính phủ, nhưng trên tất cả, Chính phủ Quốc phòng, thiếu một nhà lãnh đạo có sức lôi cuốn như nó đã làm trong Chính phủ của El Cerrito. Rivera, người đã đóng vai trò đó, ông đã bị trục xuất thanh lịch Brazil 1845, sau thất bại của ông tại trận của Ấn Độ Muerta để Urquiza, và các nhà lãnh đạo quân sự người ở lại - Melchor Obes y Pacheco, Lorenzo Batlle, Venancio Flores - thậm chí không được kích thước của các lãnh chúa.
Thường dành nhiều tháng mà không bắn phát một. Việc giao lưu giữa hai lĩnh vực, besiegers và bao vây, đã thường xuyên và đôi khi được cho phép để chia gia đình đã được tìm thấy trong các bức tường. Cái chết của Antonio Damaso Larrañaga (Ngày 16 tháng 2 năm 1848), người đã sống ở Miguelete, gần El Cerrito, và cử hành Thánh Lễ mỗi Chúa Nhật tại nhà thờ mẹ của Montevideo, kết quả là một sự chấm dứt tạm thời của chiến tranh và sự tham gia của nhân dân hai mặt của đám tang.